# Sub Rosa (Star Trek: La nueva generación)
"Sub Rosa" es el episodio 14 de la séptima temporada de la serie de televisión Star Trek: La nueva generación. Originalmente fue exhibida el 31 de enero de 1994.
Resumen: La dra. Crusher asiste al funeral de su abuela, y se aloja en la casa embrujada de ella.

## Trama
Fecha estelar 47423.9. La Enterprise visita el planeta Caldos IV, él cual ha sido terraformado a algo parecido a Escocia. Ellos han llegado para permitirle a la dra. Dr. Beverly Crusher asistir al funeral de su amada abuela, Felisa Howard, quien ella llamaba Nana. Varios tripulantes asisten al entierro durante el cual la aún llorosa Crusher ve a un hombre que ella no conoce pero quien está muy interesando en la ceremonia.
Más tarde Crusher entra al casa de su abuela, acompañada por la consejera Deanna Troi. Crusher recuerda tristemente cuando ella mira las viejas fotos y recuerdos de su crianza con su abuela escocesa mientras Deanna ofrece apoyo y la deja llorar.
Beverly se lleva varias cosas a la Enterprise. También se lleva algunos diarios con ella y los lee. Ella encuentra que a pesar de tener 100 años de edad, su abuela tenía una relación con un hombre de 34 años llamado Ronin.
De regreso en el planeta un jardinero de su abuela le cuenta que hay un fantasma en la casa de su abuela y que debería abandonarla inmediatamente. También le dice que nunca debería encender un candelabro que su abuela siempre llevaba con ella. El candelabro podría despertar al fantasma.
Él trata de llevarse el candelabro, lo que enoja a Beverly. Ella regresa el candelabro a la casa y le ordena firmemente que la deje y que respete su privacidad, dado que necesita tiempo para su luto y no discutir acerca de fantasmas o supersticiones acerca de candelabros.
Una vez en la casa Crusher escucha una voz que la llama pero ella no ve a nadie. La voz le dice que él es un fantasma que amaba a su abuela y que ahora también ama a Beverly. Finalmente se hace visible y Beverly ve a un hombre de aproximadamente 30 años aunque le advierta que no es capaz de hacerse visible por mucho rato.
Al mismo tiempo, la colonia está bajo los efectos de un gran sistema de tormentas, que el satélite meteorológico es incapaz de corregir. Data y Geordi intentan arreglar el problema pero quedan sorprendidos al encontrar que Ned, el jardinero de Howard, trata de detenerlos antes de que él sea muerto por una explosión.
Ronin, el fantasma, manipula la mente de Beverly para que se enamore de él. Ronin le pide encender el candelabro que ella tiene en la Enterprise. Beverly se teletransporta a la nave, enciende el candelabro y Ronin aparece. Beverly le dice que ella nunca ha amado a un hombre tanto como a él.
Luego Beverly le dice al capitán Picard que desea abandonar a la Enterprise y vivir en el planeta. Reacio, Picard acepta dicha solicitud. Picard va a donde la consejera Deanna Troi con quien Crusher habló acerca de Ronin antes de irse.
Troi le dice a Picard que Ronin es un hombre muy extraño pero que ellos tienen que aceptar la decisión de Beverly. Ambos están muy preocupados por Beverly, especialmente dado que ellos han notado lo desarreglada que ha andado últimamente y también lo ojerosa que ha estado. También saben que un comportamiento impulsivo, precipitado no va con el carácter de la reservada, cauta y normalmente equilibrada Beverly Crusher.
Entonces Picard se teletransporta al planeta y visita a Beverly en su casa, donde encuentra a Beverly yaciendo flácidamente en una silla, su usualmente limpio y ordenado pelo totalmente descuidado y sus ojos azul oscuro velados y de un extraño tono de verde.
Picard quiere conocer a Ronin, y este finalmente aparece. Picard le hace muchas preguntas que Ronin no quiere responder y este finalmente ataca a Picard quien cae al piso. Crusher quiere ayudar a Picard pero Ronin quiere que se aleje de él. Crusher insiste en tratar a Picard y finalmente lo hace. Lágrimas de alivio inundan sus ojos cuando finalmente Picard se recupera y le asegura que todo está bien.
Al final Ronin va hacia el cementerio donde Geordi y Data han encontrado una fuente de energía en la tumba de la abuela. Data y Geordi abren la tumba y la abuela se levanta y los ataca.
Crusher ha llegado y le pide a Ronin que salga del cuerpo de su abuela. Ronin lo hace y le solicita a Beverly que le entregue el candelabro. Pero entonces ella ha descubierto que él es un extraterrestre anafásico que sólo puede sobrevivir con el candelabro, ya que este es su depósito de energía.
Beverly destruye el candelabro con un fáser y luego vaporiza a Ronin cuando él intenta poseer su cuerpo. Finalmente ella se desploma profundamente conmovida y llorosa.
Picard, Geordi y Data son tratados y se recuperan. Crusher también necesita tratamiento, pero su tratamiento, como Picard menciona en su registro, será “personal”. Troi es la que le proporciona esto a medida que se recupera tanto de la muerte de su abuela como de su experiencia con Ronin.
Curiosamente esta historia comparte elementos similares con la novela de Anne Rice La hora de las brujas; la primera en la trilogía de La vida de las brujas Mayfair.